# Dasypoda albipila
Dasypoda albipila là một loài ong trong họ Melittidae. Loài này được Spinola miêu tả khoa học đầu tiên năm 1838.